# Sytuacja prawna i społeczna osób LGBT w Kanadzie

Flaga narodowa Kanady

Tęczowa flaga – symbol walki społeczności LGBT

## Prawo wobec kontaktów homoseksualnych
Kanada zalegalizowała kontakty homoseksualne w 1969 roku. W tym samym roku wiek dopuszczający kontakty homo- i heteroseksualne został zrównany. Homoseksualizm został skreślony z listy chorób w 1972 roku.

## Ochrona prawna przed dyskryminacją
Zakaz dyskryminacji przez wzgląd na orientację seksualną istnieje od 1996 roku na szczeblu federalnym w co najmniej trzech różnych aktach prawnych – kodeksie karnym, akcie o prawach człowieka i akcie regulującym prawa i wolności społeczne.
Kanadyjska konstytucja gwarantuje wszystkim obywatelom równość wobec prawa i zakazuje dyskryminacji z jakiejkolwiek przyczyny. W 2002 roku sąd zinterpretował konstytucję jako chroniącą przed dyskryminacją także przez wzgląd na orientację seksualną. Decyzja ta dotyczyła legalizacji małżeństw homoseksualnych w prowincji Ontario.
W Kanadzie są przepisy przyznające prawo azylu z powodu prześladowań przez wzgląd na orientację seksualną we własnym kraju.
Od 1992 roku geje nie są wykluczeni ze służby wojskowej z powodu swojej orientacji seksualnej.

## Uznanie związków osób tej samej płci
W 1996 roku pary homoseksualne otrzymały na szczeblu federalnym pierwsze prawa – prawa pracownicze (jako konkubinaty).
W 2000 roku uznano na szczeblu federalnym konkubinaty par tej samej płci, chociaż już wcześniej uznano je we wszystkich poszczególnych prowincjach i terytoriach.
Od 2001 roku trzy prowincje zalegalizowały związki partnerskie.
Począwszy od 2002 roku, pary homoseksualne zwracały się do sądów, by te uznały ich prawo do zawierania małżeństw. Kolejne orzeczenia tych instytucji w dziewięciu regionach Kanady popierały prawa gejów i lesbijek do zawierania małżeństw homoseksualnych. Ostatecznie rząd Kanady zaproponował projekt legalizujący małżeństwa homoseksualne na szczeblu federalnym. W czerwcu 2005 roku projekt przyjęła niższa izba parlamentu stosunkiem głosów 158:133. 19 lipca 2005 roku kanadyjski Senat przyjął tę samą ustawę stosunkiem głosów 47 – za, 21 – przeciw i 3 wstrzymujące się. Ustawa weszła w życie pod koniec lipca 2005 roku. Kanada jest czwartym, po Holandii, Belgii i Hiszpanii krajem, w których małżeństwa homoseksualne są legalne.
Prawo kanadyjskie zezwala parom homoseksualnym na adopcję dzieci.
Spis powszechny z 2001 roku wykazał, iż w kraju istnieje co najmniej 35 000 par homoseksualnych, wychowujących ponad 5000 dzieci.

## Sytuacja prawna osóbLGBTw poszczególnych prowincjach i terytoriach Kanady
| region                       | zakaz dyskryminacji | konkubinaty | związki partnerskie | małżeństwa homoseksualne | prawo adopcji | komentarze |
| ---------------------------- | ------------------- | ----------- | ------------------- | ------------------------ | ------------- | ---------- |
| Federalnie                   | 1996                | 2000        | –                   | 2005                     | Tak           | –          |
| Alberta                      | 1998                | 2003        | –                   | 2005                     | Tak           | –          |
| Kolumbia Brytyjska           | 1992                | 1996        | –                   | 2003                     | Tak           | –          |
| Manitoba                     | 1987                | 1999        | 2002                | 2004                     | Tak           | –          |
| Nowy Brunszwik               | 1992                | 2000        | –                   | 2005                     | 2004          | –          |
| Nowa Fundlandia i Labrador   | 1997                | 2000        | –                   | 2004                     | Tak           | –          |
| Nowa Szkocja                 | 1991                | 2000        | 2001                | 2004                     | Tak           | –          |
| Ontario                      | 1986                | 1999        | –                   | 2003                     | Tak           | –          |
| Quebec                       | 1997                | 1999        | 2002                | 2004                     | Tak           | –          |
| Saskatchewan                 | 1993                | 2001        | –                   | 2004                     | Tak           | –          |
| Wyspa Księcia Edwarda        | 1998                | 2002        | –                   | 2005                     | ?             | –          |
| Nunavut                      | 2003                | 2004        | –                   | 2005                     | Tak           | –          |
| Terytoria Północno-Zachodnie | 2002                | 1997        | –                   | 2005                     | Tak           | –          |
| Jukon                        | 1987                | 1998        | –                   | 2004                     | Tak           | –          |

## Życie osóbLGBTw kraju
Kanadyjczycy należą do bardzo tolerancyjnych społeczeństw. Uważa się, że są najbardziej przyjaznym mniejszościom seksualnym narodem w obu Amerykach. Według badania opinii publicznej, przeprowadzonego w 2002 roku w ramach Pew Global Attitudes Project, 69% Kanadyjczyków uważa, że homoseksualizm powinien być akceptowany przez społeczeństwo. Przeciwnego zdania jest 26% obywateli kraju.
Według badania z 2006 roku 59% Kanadyjczyków uważa, że pary jednopłciowe powinny mieć prawo do wzięcia ślubu. Przeciwnego zdania jest 33% obywateli państwa.
Badanie opinii publicznej z 2006 roku pokazało, że 58% obywateli Kanady chce, aby małżeństwa homoseksualne były nadal legalne. Przeciwnego zdania jest 36% Kanadyjczyków. Jednocześnie 72% obywateli państwa sądzi, że duchowny powinien mieć prawo odmówić udzielenia ślubu parze homoseksualnej, jeśli stoi to w sprzeczności z jego przekonaniami religijnymi. Przeciwnego zdania jest 23% Kanadyjczyków.
Według ankiety z 2007 roku 62% Kanadyjczyków chce dodania orientacji seksualnej do kategorii chronionych przez Kanadyjską Kartę Praw i Swobód. Przeciwnego zdania jest 29% obywateli społeczeństwa.
W Kanadzie istnieje duża scena gejowska, z licznymi gejowskimi lokalami, zwłaszcza w Toronto, ale także w każdym dużym mieście. Działają tu liczne organizacje, wydawane są publikacje i organizowane parady gejów i lesbijek. Największa z nich odbywa się w Toronto, gromadząc w 2005 roku przeszło 1,5 miliona osób. W kraju działa kanał telewizyjny o tematyce homoseksualnej.
Kościół katolicki w Kanadzie jest wciąż zdecydowanie przeciwny gejom i lesbijkom, jednak otwarte stanowisko wyraża szereg tamtejszych kościołów protestanckich, zwłaszcza Zjednoczony Kościół Chrystusa, czy Kościół anglikański.